# Arròs Balilla

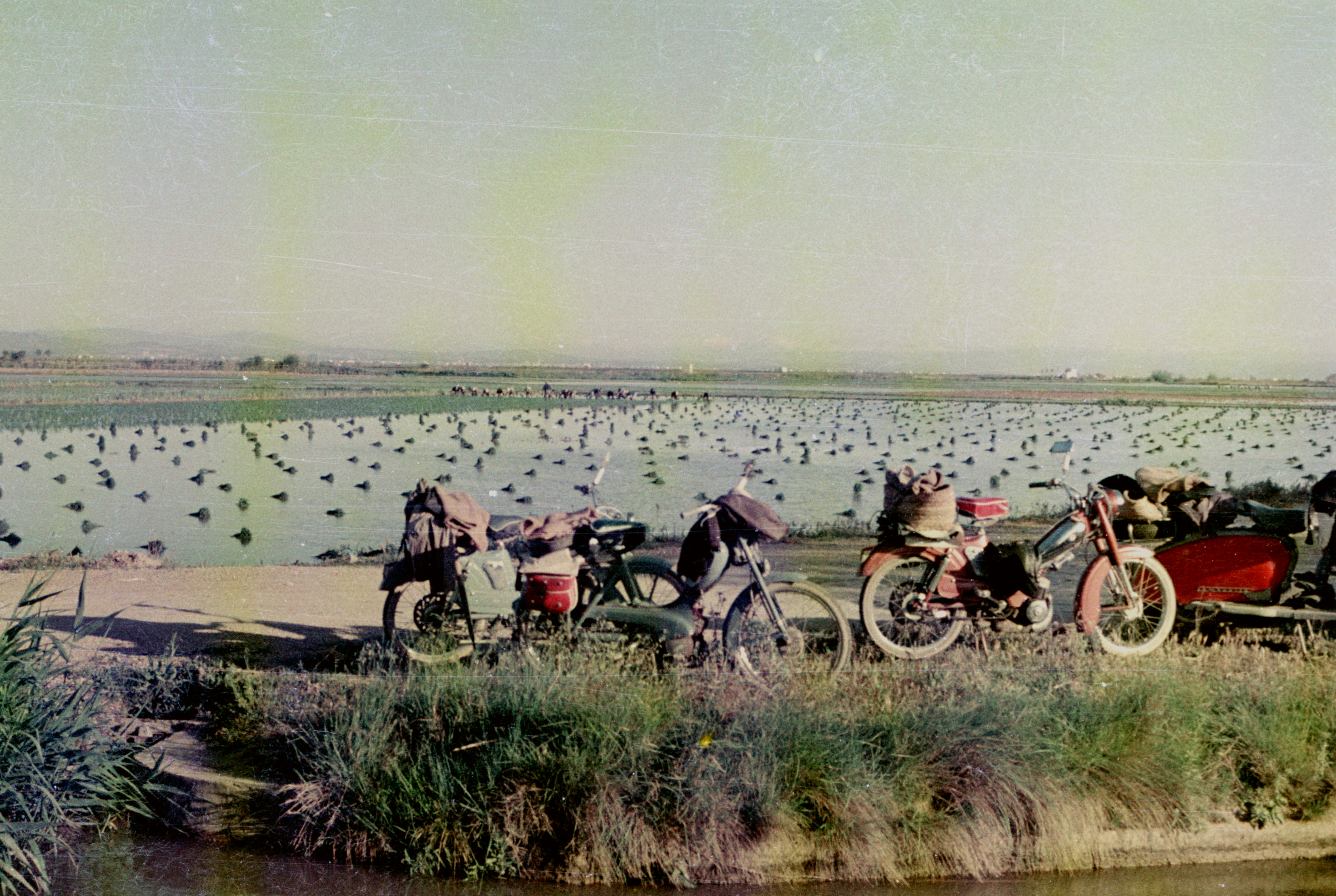
Camp d'arròs a Sueca, anys 60.

Balilla és una varietat d'arròs italiana, introduïda a Valencia en 1939. Va ser la varietat d'arròs més cultivada al País Valencià entre 1943 i 1963, quan comença a ser substituïda per una varietat híbrida, el Balilla x Sollana, obtinguda a partir de l'encreuament del Balilla amb l'arròs Sollana. Actualment encara es cultiva a Itàlia.